# Vissinggård
Vissinggård er et skovgods (ikke en herregård) samlet af Einar Viggo Schou til Palsgaard Gods i 1919-20, af den gamle gård Nedenskov og den lille gård Havbæk. Gården ligger i Sønder Vissing Sogn i Horsens Kommune. Hovedbygningen er opført i 1920 ved arkitekt Johannes Magdahl Nielsen. Vissinggård Gods er på 458 hektar

## Ejere af Vissinggård
- (1919-1924) Einar Viggo Schou
- (1924) Gertrud Einarsdatter Schou gift Andersen
- (1924-1978) Ole Ebbe Andersen
- (1978-1980) Kirsten Olesdatter Andersen gift Mehlsen
- (1980-1983) Alix Emilie Arnsted gift Seidenfaden
- (1983-) Eva Gunnarsdatter Seidenfaden / Bent Nyboe Andersen